# Судзукі Дзюн
Дзюн Судзукі (яп. 鈴木 淳, нар. 4 жовтня 1967, Ватарі) — японський футболіст, що грав на позиції . По завершенні ігрової кар'єри — тренер.
Виступав, зокрема, за клуби «Фудзіта» та «Бруммель Сендай», а також молодіжну збірну Японії.

## Клубна кар'єра
У дорослому футболі дебютував 1984 року виступами за команду клубу «Фудзіта», в якій провів п'ять сезонів. 
Своєю грою за цю команду привернув увагу представників тренерського штабу клубу «Мацусіма», до складу якого приєднався 1989 року.
1992 року перейшов до клубу «Бруммель Сендай», за який відіграв п'ять сезоніи. Завершив професійну кар'єру футболіста виступами за команду «Вегалта Сендай» у 1996 році.

## Виступи за збірну
1979 року залучався до складу молодіжної збірної Японії. На молодіжному рівні зіграв у 2 офіційних матчах.

## Кар'єра тренера
Розпочав тренерську кар'єру, повернувшись до футболу після невеликої перерви, 2004 року, очоливши тренерський штаб клубу «Монтедіо Ямагата».
В подальшому очолював команди клубів «Альбірекс Ніїгата» та «Омія Ардія».
Наразі останнім місцем тренерської роботи був клуб «ДЖЕФ Юнайтед», головним тренером команди якого Дзюн Судзукі був з 2013 по 2014 рік.